# 寿能町
寿能町（じゅのうちょう）は、埼玉県さいたま市大宮区の町名。現行行政地名は寿能町一丁目及び寿能町二丁目。住居表示未実施地区。郵便番号は330-0805。

## 地理
大宮区北東部に位置する。地区東部はかつての見沼の一部にあたる。地区の東側を見沼区大和田町、南側を堀の内町、西側を高鼻町や北区盆栽町、北側を北区土呂町や北区見沼と隣接する。埼玉県道35号川口上尾線（産業道路）が町域内を南北に縦貫し、北辺を東武野田線が通る。大宮公園本園の北側に面する。北東部にJR東日本の社宅が、その南側に県営寿能団地が置かれている。東側は大宮第二公園・大和田公園として利用され、市営大宮球場が置かれている。町域内を見沼代用水西縁や芝川が流れる。地区内は大和田公園通り付近ののごく一部を除きさいたま市の風致地区に条例で指定され、樹木の伐採植樹や開発行為等が制限されている。

## 歴史

### 地名の由来
旧小字による。

### 沿革
- 1926年（大正15年）3月21日 - 寿能城趾が埼玉県史跡に指定される[6]（1962年10月1日、埼玉県旧跡に指定変更）。
- 1929年（昭和4年）11月17日 - 地内に当たる場所に北総鉄道（現、東武野田線）が敷設され大宮公園駅が開業する。
- 1949年（昭和24年）4月1日 - 地内に当たる場所に大宮市立北中学校（現、さいたま市立大宮北中学校）が設立される。
- 1956年（昭和31年）2月1日 - 区画整理事業の実施により大宮市大字大宮、高鼻、土呂の各一部から寿能町一・二丁目が成立[7][8]。
- 1958年（昭和33年）4月15日 - 寿能城趾が改修され、寿能公園が開園する[6]。
- 1962年（昭和37年）4月 - 地内に埼玉県道35号川口上尾線（産業道路）が開通する。
- 1967年（昭和42年）4月1日 - 地内に大宮市営球場（現、さいたま市営大宮球場）が完成する。
- 1977年（昭和52年）12月28日 - 寿能町二丁目の一部が見沼一丁目（現・さいたま市北区見沼一丁目）の一部となる[9]。
- 1980年（昭和55年） - 地内に治水施設を兼ね備えた「大宮第二公園」が拡張開園する[10]。
- 2000年（平成12年）11月8日 - 地内に冨士大石寺顕正会本部が移転する。
- 2001年（平成13年）5月1日 - 浦和市、大宮市、与野市の合併に伴いさいたま市の町名となる。
- 2003年（平成15年）4月1日 - さいたま市が政令指定都市となり大宮区の町名となる。

## 世帯数と人口
2017年（平成29年）9月1日現在の世帯数と人口は以下の通りである。
| 丁目         | 世帯数    | 人口    |
| ------------ | --------- | ------- |
| 寿能町一丁目 | 710世帯   | 1,319人 |
| 寿能町二丁目 | 1,519世帯 | 3,271人 |
| 計           | 2,229世帯 | 4,590人 |

## 小・中学校の学区
市立小・中学校に通う場合、学区（校区）は以下の通りとなる。
| 丁目         | 番地 | 小学校                   | 中学校                   |
| ------------ | ---- | ------------------------ | ------------------------ |
| 寿能町一丁目 | 全域 | さいたま市立大宮東小学校 | さいたま市立大宮北中学校 |
| 寿能町二丁目 | 全域 | さいたま市立大宮東小学校 | さいたま市立大宮北中学校 |

## 交通

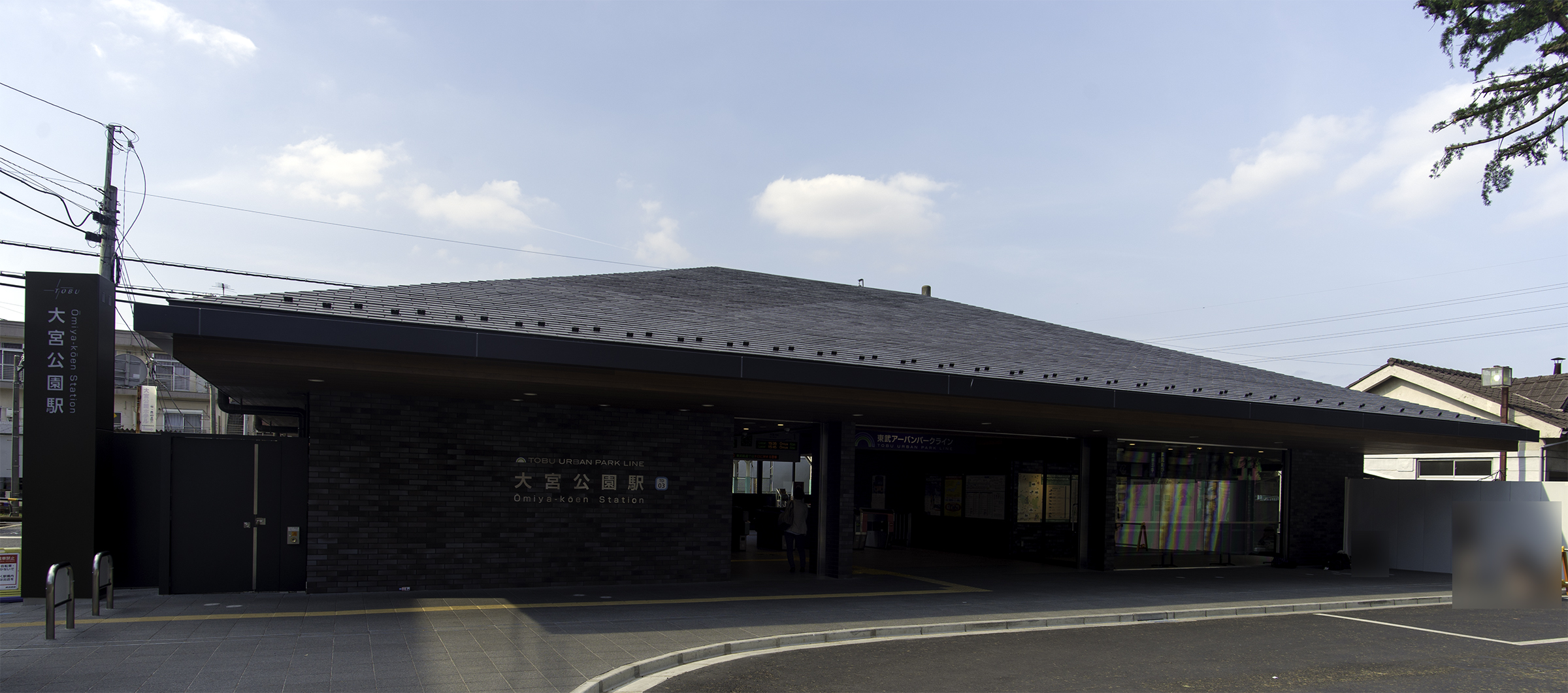
大宮公園駅

### 鉄道
東武野田線（東武アーバンパークライン）
- 大宮公園駅

### 道路
- 埼玉県道35号川口上尾線（産業道路）
  - 盆栽陸橋

## 寺社・史跡
- 瑞龍院 - 法華宗本門流の仏教寺院
- 御嶽神社
- 冨士大石寺顕正会本部
- 寿能公園
- 寿能城跡
- 寿能遺跡 - 1979年から1981年にかけて発掘調査が行われ、台地の縁辺部から低地に向って伸びた杭列と木道の遺構や丸木舟・櫂など河川や低湿地の利用を示す遺物や漆器や漆を用いて塗装・補修された土器などが発掘された。

## 施設
- 大宮第二公園
- 大和田公園
  - さいたま市営大宮球場
- 大宮国体記念会館
- さいたま市立大宮北中学校
- 市立寿能保育園
- 県営寿能住宅

## 出身・ゆかりのある人物
- 栗原利郎（地主） - 栗原國起、栗原弘行の父。
- 栗原國起（実業家） - 菱屋会館代表取締役。元尖閣諸島地権者。
- 栗原弘行（実業家、温冷熱医療研究家） - 栗原國起の弟。